# アンティオキアのアレクサンドロス

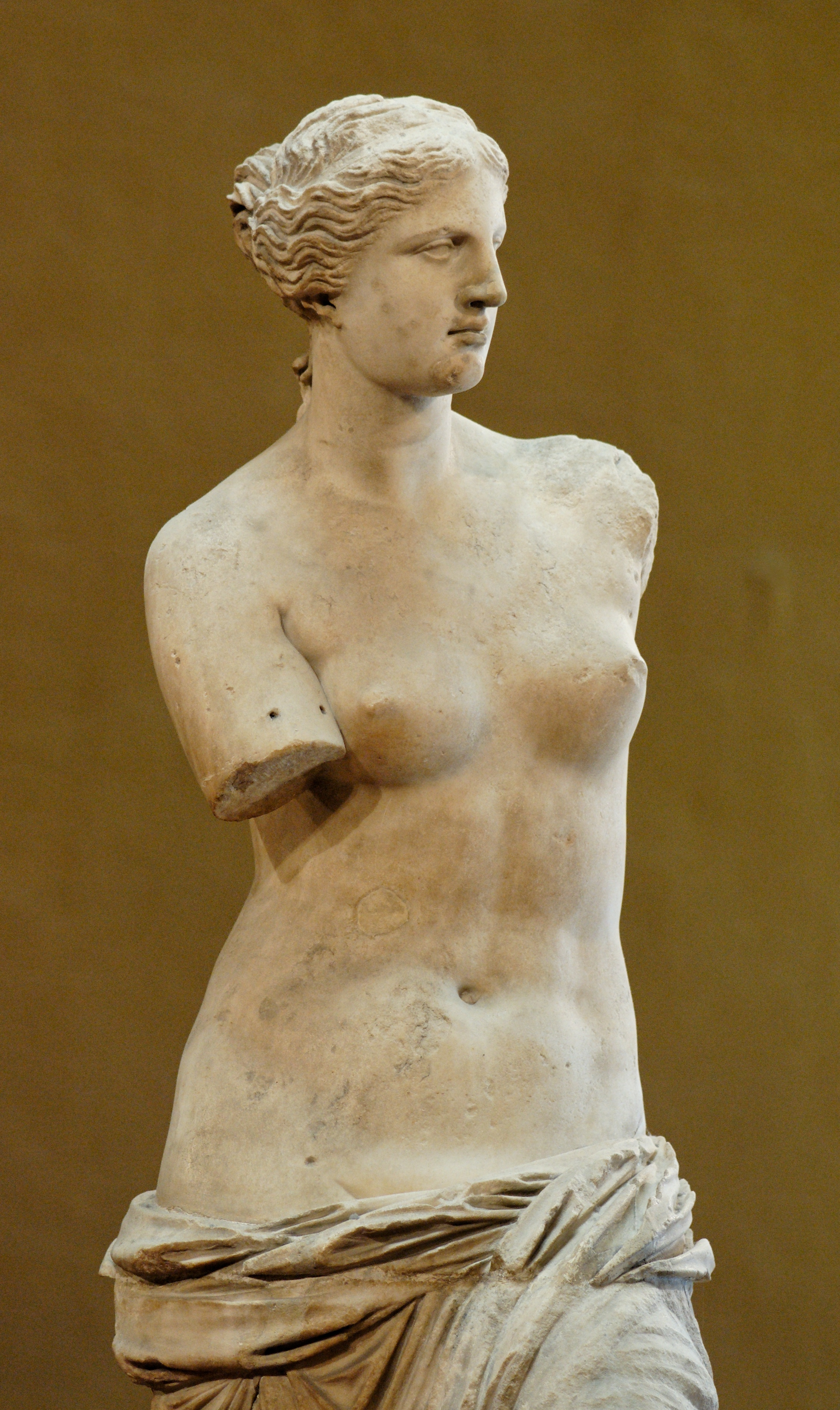
アレクサンドロスが制作したとされるミロのヴィーナス

アンティオキアのアレクサンドロス（英: Alexandros of Antioch、生没年不詳）は、ミロのヴィーナスを制作したとされる古代ギリシアの芸術家、彫刻家。
アレクサンドロスの生涯については殆ど分かっていないが、彼は父メニデスのもとに生まれ、放浪しながら芸術家をしており、制作活動は依頼を受け次第行ったとされる。古代都市テスピアイの碑文によると、彼は紀元前80年ごろに歌と作曲のコンテストで優勝したという。ミロのヴィーナスの台座部分にあった碑文は1820年代にルーヴル美術館に持ち込まれた時、台座ごと紛失してしまった。もっとも碑文とその字形から、像はアッティカ出身の彫刻家プラクシテレスの作との説もある。同美術館に展示されている、デロス島から出土したアレクサンダー大王像もアレクサンドロスが造ったと考えられている。